# Лауреаты Государственной премии Украины в области науки и техники (1977)
Лауреаты Государственной премии Украины в области науки и техники 1977 года — перечень награждённых государственной наградой Украинской ССР, присужденной в 1977 году за достижения в науке и технике.
На основании представления Комитета по Государственным премиям Украины в области науки и техники Центральный Комитет Компартии Украины и Совет Министров Украинской ССР вышло Постановление № 620 от 13 декабря 1977 г. «О присуждении Государственных премий Украины в области науки и техники 1977 года».

## Лауреаты
| Премированная работа | Лауреаты                                | кратко про лауреата |
| --- | --------------------------------------- | --- |
| «Работа „Элементарные возбуждение и взаимодействия между ними в криокристаллах“» | Локтев, Вадим Михайлович                | кандидат физико-математических наук, старший научный сотрудник Института теоретической физики Академии наук УССР                                                  |
| «Работа „Элементарные возбуждение и взаимодействия между ними в криокристаллах“» | Гайдидей, Юрий Борисович                | кандидат физико-математических наук, старший научный сотрудник Института теоретической физики Академии наук УССР                                                  |
| «Работа „Элементарные возбуждение и взаимодействия между ними в криокристаллах“» | Фуголь, Ирина Яковлевна                 | доктор физико-математических наук, руководитель отдела Физико-технического института низких температур Академии наук УССР                                         |
| «Работа „Элементарные возбуждение и взаимодействия между ними в криокристаллах“» | Манжелий, Вадим Григорьевич             | доктор физико-математических наук, руководитель отдела Физико-технического института низких температур Академии наук УССР                                         |
| «Работа „Элементарные возбуждение и взаимодействия между ними в криокристаллах“» | Шанский, Леонид Иосифович               | кандидат физико-математических наук, старший научный сотрудник Института физики Академии наук УССР                                                                |
| «Работа „Элементарные возбуждение и взаимодействия между ними в криокристаллах“» | Прихотько, Антонина Фёдоровна           | академик Академия наук УССР, заведующая отделом Института физики Академии наук УССР                                                                               |
| «Разработка и внедрение эффективных методов и средств автоматизированного управления предприятиями чёрной металлургии Украинской ССР»                                                  | Юпко, Лев Дмитриевич                    | директор металлургического завода «Запорожсталь» имени Серго Орджоникидзе                                                                                         |
| «Разработка и внедрение эффективных методов и средств автоматизированного управления предприятиями чёрной металлургии Украинской ССР»                                                  | Гуров, Николай Алексеевич               | директор металлургического завода «Криворожсталь» имени В. И. Ленина                                                                                              |
| «Разработка и внедрение эффективных методов и средств автоматизированного управления предприятиями чёрной металлургии Украинской ССР»                                                  | Чус, Владимир Герасимович               | кандидат технических наук, директор Днепропетровского трубопрокатного завода имени Ленина                                                                         |
| «Разработка и внедрение эффективных методов и средств автоматизированного управления предприятиями чёрной металлургии Украинской ССР»                                                  | Козлик, Григорий Александрович          | кандидат технических наук, заведующий отделом |
| «Разработка и внедрение эффективных методов и средств автоматизированного управления предприятиями чёрной металлургии Украинской ССР»                                                  | Литвинов, Валерий Андроникович          | кандидат технических наук, заведующий лабораторией Киевского Института автоматики имени ХХУ съезда КПСС                                                           |
| «Разработка и внедрение эффективных методов и средств автоматизированного управления предприятиями чёрной металлургии Украинской ССР»                                                  | Андон, Филипп Ларионович                | кандидат физико-математических наук, заведующий отделом Специального конструкторского бюро математических машин и систем Института кибернетики Академии наук УССР |
| «Разработка и внедрение эффективных методов и средств автоматизированного управления предприятиями чёрной металлургии Украинской ССР»                                                  | Гриценко, Владимир Ильич                | кандидат технических наук, заместитель директора Института кибернетики Академии наук УССР                                                                         |
| «Разработка и внедрение эффективных методов и средств автоматизированного управления предприятиями чёрной металлургии Украинской ССР»                                                  | Якунин, Анатолий Александрович          | кандидат технических наук, директор Главного информационно-вычислительного центра Министерства чёрной металлургии УССР                                            |
| «Разработка и внедрение эффективных методов и средств автоматизированного управления предприятиями чёрной металлургии Украинской ССР»                                                  | Бибик, Георгий Алексеевич               | кандидат технических наук, заместитель министра чёрной металлургии УССР, руководитель работы                                                                      |
| «Учебник для 5-го класса „Украинская литература“, опубликованный в 1977 году (8-е издание)»                                                                                            | Кучеренко, Евгения Маркияновна          | преподоваатель украинского языка и литературы средней общеобразовательной школы № 74 города Львова                                                                |
| «Учебник для 5-го класса „Украинская литература“, опубликованный в 1977 году (8-е издание)»                                                                                            | Бандура, Александра Михайловна          | кандидат педагогических наук, старший научный сотрудник Научно-исследовательского института педагогики УССР, руководитель работы                                  |
| «Разработка и внедрение комплекса новой газозащитной аппаратуры для угольной промышленности»                                                                                           | Мамичев, Виктор Иванович                | директор Донецкого завода горноспасательной аппаратуры |
| «Разработка и внедрение комплекса новой газозащитной аппаратуры для угольной промышленности»                                                                                           | Малюга, Михаил Фёдорович                | технический директор Покровского производственного объединения по добыче угля «Орджоникидзеуголь»                                                                 |
| «Разработка и внедрение комплекса новой газозащитной аппаратуры для угольной промышленности»                                                                                           | Белик, Иван Петрович                    | кандидат технических наук, начальник военизированных горноспасательных частей Донбасса                                                                            |
| «Разработка и внедрение комплекса новой газозащитной аппаратуры для угольной промышленности»                                                                                           | Мясников, Михаил Алексеевич             | слесарь экспериментальных мастерских Всесоюзного научно-исследовательского института горноспасательного дела                                                      |
| «Разработка и внедрение комплекса новой газозащитной аппаратуры для угольной промышленности»                                                                                           | Кочерга, Владимир Кондратьевич          | ведущий конструктор Всесоюзного научно-исследовательского института горноспасательного дела                                                                       |
| «Разработка и внедрение комплекса новой газозащитной аппаратуры для угольной промышленности»                                                                                           | Колесников, Алексей Антонович           | старший научный сотрудник Всесоюзного научно-исследовательского института горноспасательного дела                                                                 |
| «Разработка и внедрение комплекса новой газозащитной аппаратуры для угольной промышленности»                                                                                           | Артёменко, Анатолий Иванович            | главный конструктор проекта Всесоюзного научно-исследовательского института горноспасательного дела                                                               |
| «Разработка и внедрение комплекса новой газозащитной аппаратуры для угольной промышленности»                                                                                           | Филимонова, Людмила Яковлевна           | заведующий лабораторией Всесоюзного научно-исследовательского института горноспасательного дела                                                                   |
| «Разработка и внедрение комплекса новой газозащитной аппаратуры для угольной промышленности»                                                                                           | Диденко, Николай Сидорович              | кандидат технических наук, заведующий лабораторией Всесоюзного научно-исследовательского института горноспасательного дела                                        |
| «Разработка и внедрение комплекса новой газозащитной аппаратуры для угольной промышленности»                                                                                           | Шевченко, Юрий Алексеевич               | кандидат технических наук, заместитель директора Всесоюзного научно-исследовательского института горноспасательного дела                                          |
| «Разработка и внедрение эффективной технологии и новых редукционно-растяжных соединений высокопроизводительной непрерывной трубопрокатной установки Никопольского южнотрубного завода» | Данченко, Валентин Николаевич           | кандидат технических наук, доцент Днепропетровского металлургического института                                                                                   |
| «Разработка и внедрение эффективной технологии и новых редукционно-растяжных соединений высокопроизводительной непрерывной трубопрокатной установки Никопольского южнотрубного завода» | Житомирский, Борис Ефимович             | кандидат технических наук, заведующий отделом Всесоюзного научно-исследовательского и проектно-конструкторского института металлургического машиностроения        |
| «Разработка и внедрение эффективной технологии и новых редукционно-растяжных соединений высокопроизводительной непрерывной трубопрокатной установки Никопольского южнотрубного завода» | Чекмарев, Игорь Александрович           | кандидат технических наук, заведующий лабораторией Всесоюзного научно-исследовательского и конструкторско-технологического института трубной промышленности       |
| «Разработка и внедрение эффективной технологии и новых редукционно-растяжных соединений высокопроизводительной непрерывной трубопрокатной установки Никопольского южнотрубного завода» | Нечипоренко, Анатолий Ионович           | кандидат технических наук, заведующий лабораторией Всесоюзного научно-исследовательского и конструкторско-технологического института трубной промышленности       |
| «Разработка и внедрение эффективной технологии и новых редукционно-растяжных соединений высокопроизводительной непрерывной трубопрокатной установки Никопольского южнотрубного завода» | Пахомовский, Леонид Васильевич          | старший вальцовщик трубопрокатного цеха завода имени 50-летия Великой Октябрьской социалистической революции                                                      |
| «Разработка и внедрение эффективной технологии и новых редукционно-растяжных соединений высокопроизводительной непрерывной трубопрокатной установки Никопольского южнотрубного завода» | Багульник, Леонид Кириллович            | заместитель начальника цеха завода имени 50-летия Великой Октябрьской социалистической революции                                                                  |
| «Разработка и внедрение эффективной технологии и новых редукционно-растяжных соединений высокопроизводительной непрерывной трубопрокатной установки Никопольского южнотрубного завода» | Сильченко, Анатолий Александрович       | начальник цеха завода имени 50-летия Великой Октябрьской социалистической революции                                                                               |
| «Разработка и внедрение эффективной технологии и новых редукционно-растяжных соединений высокопроизводительной непрерывной трубопрокатной установки Никопольского южнотрубного завода» | Кирвалидзе, Николай Спиридонович        | кандидат технических наук, начальник лаборатории Никопольского южнотрубного завода имени 50-летия Великой Октябрьской социалистической революции                  |
| «Разработка и внедрение эффективной технологии и новых редукционно-растяжных соединений высокопроизводительной непрерывной трубопрокатной установки Никопольского южнотрубного завода» | Гринев, Анатолий Фёдорович              | кандидат технических наук, главный инженер Нижнеднепровского трубопрокатного завода имени К. Либкнехта                                                            |
| «Разработка и внедрение эффективной технологии и новых редукционно-растяжных соединений высокопроизводительной непрерывной трубопрокатной установки Никопольского южнотрубного завода» | Шведченко, Антон Антонович              | кандидат технических наук, директор Новомосковского трубного завода имени 50-летия Советской Украины                                                              |
| «Разработка и внедрение в промышленное производство факсимильной аппаратуры „Штрих“»                                                                                                   | Тихонов, Осип Иванович                  | начальник отдела Львовского производственного объединения имени 50-летия Октября                                                                                  |
| «Разработка и внедрение в промышленное производство факсимильной аппаратуры „Штрих“»                                                                                                   | Криницын, Василий Дмитриевич            | директор Минского опытного завода «Промсвязь» |
| «Разработка и внедрение в промышленное производство факсимильной аппаратуры „Штрих“»                                                                                                   | Лесниковский, Валентин Моисеевич        | главный технолог минского опытного завода «Промсвязь» |
| «Разработка и внедрение в промышленное производство факсимильной аппаратуры „Штрих“»                                                                                                   | Манский, Анатолий Иванович              | конструктор Киевского отделения Центрального научно-исследовательского института связи                                                                            |
| «Разработка и внедрение в промышленное производство факсимильной аппаратуры „Штрих“»                                                                                                   | Черняк, Николай Иванович                | старший научный сотрудник Киевского отделения Центрального научно-исследовательского института связи                                                              |
| «Разработка и внедрение в промышленное производство факсимильной аппаратуры „Штрих“»                                                                                                   | Тимофеев, Владимир Михайлович           | младший научный сотрудник, начальник сектора Киевского отделения Центрального научно-исследовательского института связи                                           |
| «Разработка и внедрение в промышленное производство факсимильной аппаратуры „Штрих“»                                                                                                   | Пьюк, Владимир Ефимович                 | кандидат технических наук, старший научный сотрудник Киевского отделения Центрального научно-исследовательского института связи                                   |
| «Разработка и внедрение в промышленное производство факсимильной аппаратуры „Штрих“»                                                                                                   | Король, Виктор Иванович                 | кандидат технических наук, начальник Киевского отделения Центрального научно-исследовательского института связи                                                   |
| «Разработка и внедрение в промышленное производство факсимильной аппаратуры „Штрих“»                                                                                                   | Сиваков, Василий Тимофеевич             | кандидат технических наук, начальник отдела Киевского отделения Центрального научно-исследовательского института связи, руководитель работы                       |
| «Цикл работ „Хирургия панкреатита“» | Шалимов, Александр Алексеевич           | член-корреспондент Академия наук УССР, директор Киевского научно-исследовательского института клинической и экспериментальной хирургии                            |
| «Разработка, исследование и внедрение криохирургических методов и аппаратуры в клиническую практику (гинекологию, нейрохирургию, стоматологию, челюстно-лицевые и лор-онкологию)»      | Рачковский, Франц Григорьевич           | бывший работник Института физики Академии наук УССР |
| «Разработка, исследование и внедрение криохирургических методов и аппаратуры в клиническую практику (гинекологию, нейрохирургию, стоматологию, челюстно-лицевые и лор-онкологию)»      | Медведев, Евгений Михайлович            | руководитель конструкторского бюро Физико-технического института низких температур Академии наук УССР                                                             |
| «Разработка, исследование и внедрение криохирургических методов и аппаратуры в клиническую практику (гинекологию, нейрохирургию, стоматологию, челюстно-лицевые и лор-онкологию)»      | Трушкевич, Леся Ивановна                | кандидат медицинских наук, заведующий отделом Киевского научно-исследовательского рентгено-радиологического и онкологического института                           |
| «Разработка, исследование и внедрение криохирургических методов и аппаратуры в клиническую практику (гинекологию, нейрохирургию, стоматологию, челюстно-лицевые и лор-онкологию)»      | Зубашич, Владимир Фёдорович             | кандидат технических наук, заместитель генерального директора Киевского производственно-технического объединения «Кристалл»                                       |
| «Разработка, исследование и внедрение криохирургических методов и аппаратуры в клиническую практику (гинекологию, нейрохирургию, стоматологию, челюстно-лицевые и лор-онкологию)»      | Наер, Вячеслав Андреевич                | доктор технических наук, заведующий кафедрой Одесского технологического института холодильной промышленности                                                      |
| «Разработка, исследование и внедрение криохирургических методов и аппаратуры в клиническую практику (гинекологию, нейрохирургию, стоматологию, челюстно-лицевые и лор-онкологию)»      | Грищенко, Валентин Иванович             | доктор медицинских наук, проректор Харьковского медицинского института                                                                                            |
| «Разработка, исследование и внедрение криохирургических методов и аппаратуры в клиническую практику (гинекологию, нейрохирургию, стоматологию, челюстно-лицевые и лор-онкологию)»      | Никитин Валерьян Алексеевич             | доктор медицинских наук, заведующий кафедрой Украинского института усовершенствования врачей                                                                      |
| «Разработка, исследование и внедрение криохирургических методов и аппаратуры в клиническую практику (гинекологию, нейрохирургию, стоматологию, челюстно-лицевые и лор-онкологию)»      | Цыганов, Алексей Иванович               | доктор медицинских наук, директор Киевского научно-исследовательского института отоларингологии                                                                   |
| «Разработка, исследование и внедрение криохирургических методов и аппаратуры в клиническую практику (гинекологию, нейрохирургию, стоматологию, челюстно-лицевые и лор-онкологию)»      | Лапоногов, Олег Александрович           | доктор медицинских наук, руководитель отдела Киевского научно-исследовательского института нейрохирургии                                                          |
| «Разработка, исследование и внедрение криохирургических методов и аппаратуры в клиническую практику (гинекологию, нейрохирургию, стоматологию, челюстно-лицевые и лор-онкологию)»      | Ромоданов, Андрей Петрович              | академик, действительный член Академии медицинских наук, директор Киевского научно-исследовательского института нейрохирургии, руководитель работы                |
| Разработка и внедрение в производство сортовой агротехники озимой пшеницы мироновских сортов                                                                                           | Сайко, Виктор Фёдорович                 | кандидат сельскохозяйственных наук, заместитель директора Мироновского научно-исследовательского института селекции и семеноводства пшеницы                       |
| Разработка и внедрение в производство сортовой агротехники озимой пшеницы мироновских сортов                                                                                           | Ремесло, Василий Николаевич             | академик, директор Мироновского научно-исследовательского института селекции и семеноводства пшеницы                                                              |
| «Монография „Археология Украинской ССР“ в трех томах, опубликованная в 1971—1975 годах»                                                                                                | Славин Лазарь Моисеевич                 | член-корреспондент Академии наук УССР |
| «Монография „Археология Украинской ССР“ в трех томах, опубликованная в 1971—1975 годах»                                                                                                | Довженко, Василий Иосифович (посмертно) | доктор исторических наук |
| «Монография „Археология Украинской ССР“ в трех томах, опубликованная в 1971—1975 годах»                                                                                                | Захарук, Юрий Николаевич                | кандидат исторических наук, заместитель директора Института археологии Академии наук СССР                                                                         |
| «Монография „Археология Украинской ССР“ в трех томах, опубликованная в 1971—1975 годах»                                                                                                | Шапошникова Олимпиада Гавриловна        | кандидат исторических наук, старший научный сотрудник Института археологии Академии наук УССР                                                                     |
| «Монография „Археология Украинской ССР“ в трех томах, опубликованная в 1971—1975 годах»                                                                                                | Березанская Софья Станиславовна         | кандидат исторических наук, старший научный сотрудник Института археологии Академии наук УССР                                                                     |
| «Монография „Археология Украинской ССР“ в трех томах, опубликованная в 1971—1975 годах»                                                                                                | Кучера, Михаил Петрович                 | кандидат исторических наук, заведующий отделом Института археологии Академии наук УССР                                                                            |
| «Монография „Археология Украинской ССР“ в трех томах, опубликованная в 1971—1975 годах»                                                                                                | Ильинская, Варвара Андреевна            | доктор исторических наук, старший научный сотрудник Института археологии Академии наук УССР                                                                       |
| «Монография „Археология Украинской ССР“ в трех томах, опубликованная в 1971—1975 годах»                                                                                                | Тереножкин, Алексей Иванович            | доктор исторических наук, заведующий отделом Института археологии Академии наук УССР                                                                              |
| «Монография „Археология Украинской ССР“ в трех томах, опубликованная в 1971—1975 годах»                                                                                                | Телегин, Дмитрий Яковлевич              | доктор исторических наук, заведующий отделом Института археологии Академии наук УССР                                                                              |
| «Монография „Археология Украинской ССР“ в трех томах, опубликованная в 1971—1975 годах»                                                                                                | Бибиков, Сергей Николаевич              | член-корреспондент Академия наук УССР, заведующий отделом Института археологии Академии наук УССР, руководитель работы                                            |
| «Высокоэффективная разведка и ускоренный ввод в опытно-промышленную эксплуатацию уникального Западно-Крестищенского газоконденсатного месторождения»                                   | Прилипко, Иван Павлович                 | кандидат геолого-минералогических наук, главный геолог Балаклейской экспедиции украинского геофизического разведывательного треста «Укргеофизразведка»            |
| «Высокоэффективная разведка и ускоренный ввод в опытно-промышленную эксплуатацию уникального Западно-Крестищенского газоконденсатного месторождения»                                   | Золотов, Леонид Александрович           | главный инженер Харьковского геологоразведочного треста по разведке нефти и газа «Харковнафтогазразведка»                                                         |
| «Высокоэффективная разведка и ускоренный ввод в опытно-промышленную эксплуатацию уникального Западно-Крестищенского газоконденсатного месторождения»                                   | Фикерт, Эдуард Казимирович              | буровой мастер Красноградского управления буровых работ Всесоюзного промышленного объединения «Укргазпром»                                                        |
| «Высокоэффективная разведка и ускоренный ввод в опытно-промышленную эксплуатацию уникального Западно-Крестищенского газоконденсатного месторождения»                                   | Романчук, Василий Александрович         | начальник установки комплексной подготовки газа Харьковского газопромышленного управления Всесоюзного промышленного объединения «Укргазпром»                      |
| «Высокоэффективная разведка и ускоренный ввод в опытно-промышленную эксплуатацию уникального Западно-Крестищенского газоконденсатного месторождения»                                   | Бобошко, Александр Васильевич           | главный геолог Всесоюзного промышленного объединения «Укргазпром»                                                                                                 |
| «Высокоэффективная разведка и ускоренный ввод в опытно-промышленную эксплуатацию уникального Западно-Крестищенского газоконденсатного месторождения»                                   | Волошин, Александр Александрович        | управляющий трестом «Черниговнафтогазразведка» |
| «Высокоэффективная разведка и ускоренный ввод в опытно-промышленную эксплуатацию уникального Западно-Крестищенского газоконденсатного месторождения»                                   | Поджигатель, Александр Макарович        | кандидат геолого-минералогических наук, начальник Главного управления Министерства геологии УССР                                                                  |
| «Высокоэффективная разведка и ускоренный ввод в опытно-промышленную эксплуатацию уникального Западно-Крестищенского газоконденсатного месторождения»                                   | Новосилецкий, Роман Михайлович          | доктор геолого-минералогических наук, заведующий отделом Украинского научно-исследовательского геологоразведочного института                                      |
| «Высокоэффективная разведка и ускоренный ввод в опытно-промышленную эксплуатацию уникального Западно-Крестищенского газоконденсатного месторождения»                                   | Шпак, Пётр Фёдорович                    | кандидат геолого-минералогических наук, министр геологии УССР |
| «Разработка и внедрение в промышленность карботермического способа производства углекислого стронция»                                                                                  | Жарков, Владимир Михайлович             | стекловар объединения «Кинескоп» |
| «Разработка и внедрение в промышленность карботермического способа производства углекислого стронция»                                                                                  | Конькин, Николай Павлович               | генеральный директор производственного объединения «Кинескоп» |
| «Разработка и внедрение в промышленность карботермического способа производства углекислого стронция»                                                                                  | Парамонова, Нина Трофимовна             | начальник отдела Константиновского химического завода |
| «Разработка и внедрение в промышленность карботермического способа производства углекислого стронция»                                                                                  | Карапетьянц, Виталий Нестерович         | начальник цеха Константиновского химического завода |
| «Разработка и внедрение в промышленность карботермического способа производства углекислого стронция»                                                                                  | Снежко, Виктор Васильевич               | главный инженер Константиновского химического завода |
| «Разработка и внедрение в промышленность карботермического способа производства углекислого стронция»                                                                                  | Осейкин, Александр Ананьевич            | директор Константиновского химического завода |
| «Разработка и внедрение в промышленность карботермического способа производства углекислого стронция»                                                                                  | Соляник, Светлана Кузьминична           | старший инженер Государственного научно-исследовательского и проектного института основной химии                                                                  |
| «Разработка и внедрение в промышленность карботермического способа производства углекислого стронция»                                                                                  | Гитис, Эдуард Борисович                 | кандидат технических наук, старший научный сотрудник Государственного научно-исследовательского и проектного института основной химии                             |
| «Разработка и внедрение в промышленность карботермического способа производства углекислого стронция»                                                                                  | Стригунов, Фёдор Иванович               | заведующий лабораторией Государственного научно-исследовательского и проектного института основной химии                                                          |
| «Разработка и внедрение в промышленность карботермического способа производства углекислого стронция»                                                                                  | Зайцев, Иван Дмитриевич                 | кандидат технических наук, директор Государственного научно-исследовательского и проектного института основной химии                                              |